# Washakie County
Washakie County är ett administrativt område i centrala delen av delstaten Wyoming i USA. År 2010 hade countyt 8 533 invånare. Den administrativa huvudorten (county seat) och största staden är Worland, där majoriteten av countyts befolkning bor.

## Geografi
Washakie County upptar södra delen av Bighornbäckenet omkring Bighorn River, som rinner norrut genom området. Regionens klimat klassas som halvöken. Nederbörden i området uppgår till endast 15–25 cm årligen.
Enligt United States Census Bureau har countyt en total area på 5 809 km². 5 801 km² av den arean är land och 8 km² är vatten.

### Angränsande countyn
- Big Horn County - nord
- Johnson County - öst
- Natrona County - sydöst
- Fremont County - syd
- Hot Springs County - väst
- Park County - nordväst

### Naturreservat
Delar av Bighorn National Forest ligger i Washakie County.

## Historia
Öster om Worland hittades under utgrävningar på 1970-talet mer än 11 000 år gamla lämningar av mammutar och pilspetsar från jägare tillhörande Cloviskulturen. Arapahoerna, Shoshonerna, Kråkindianerna och Cheyennerna bebodde området vid tiden för de första europeiska nybyggarnas ankomst, efter att ha dragit sig hit österifrån i takt med den amerikanska expansionen västerut.
Området genomkorsades av pälsjägare under första halvan av 1800-talet men var aldrig av större betydelse för pälsnäringen, varken som transportled eller jaktmark. Bridger Trail mot Montana etablerades genom området i mitten av 1800-talet i samband med guldrushen där.
Östshoshonerna under hövdingen Washakie övervintrade i regionen under 1860- och 1870-talen. Washakie var allierad med den amerikanska armén mot arapahoerna och ett anfall mot arapahoerna var den enda större strid i indiankrigen  som utspelades i nuvarande Washakie County.
Området bosattes av boskapsuppfödare under 1880-talet, i början huvudsakligen uppfödare av nötboskap men senare i stor utsträckning av får. Under de första decennierna hårdnade kampen om goda betesmarker gradvis och stora konflikter uppstod mellan får- och nötboskapsuppfödare. 
Trakten omkring Ten Sleep var den första att få bosättningar under slutet av 1800-talet och när Chicago, Burlington and Quincy Railroad byggde sin linje genom Bighornbäckenet 1906 hade redan Worland etablerats omkring 1900, uppkallat efter en lokal ranchägare som öppnat ortens första lanthandel. Countyt etablerades formellt 1911 genom avdelning från Big Horn County, med Worland som nytt säte. Namnet för countyt togs från den kände shoshonehövdingen Washakie, som därmed är den enda personen ur ursprungsbefolkningen som givit namn åt ett county i Wyoming.
Fram till 1920-talet var boskapsuppfödningen och jordbruket den dominerande näringsverksamheten, men därefter kom olje- och energiindustrin att spela en allt större roll medan boskapsuppfödningen idag har en mindre roll.

## Orter
Befolkning vid 2010 års folkräkning anges inom parentes.

### Större stad (City)
- Worland (5 487), huvudort

### Småstad (Town)
Självstyrande städer med mindre än 4 000 invånare.
- Ten Sleep (260)

### Mindre orter
Följande mindre orter saknar kommunalt självstyre:
- Airport Road
- Big Trails
- Mc Nutt
- South Flat
- Washakie Ten
- West River
- Winchester